# Krusty « le retour »
Ne doit pas être confondu avec Krusty, le retour.
Krusty « le retour » (France) ou Bart le mouchard (Québec) (Bart the Fink) est le 15e épisode de la saison 7 de la série télévisée d'animation Les Simpson.

## Synopsis
Les Simpson ont perdu leur tante Hortense. Chaque membre de la famille reçoit en héritage une somme de 100 $. Bart et Lisa mettent leur argent sur un compte en banque et Bart en profite pour avoir son carnet de chèques personnel.
Bart qui voulait un autographe de Krusty n'arrive pas à avoir satisfaction. Pour l'obtenir, il envoie un chèque de 25 cents à Krusty et il aura sa signature quand ce dernier encaissera le chèque. Quand il reçoit le chèque, il voit que celui-ci est tamponné par les îles Caïmans. Il va se renseigner à la banque qui se rend compte que Krusty a un compte illégal dans ces îles. Krusty est repéré par le fisc et il est obligé d'annuler son émission. Bart s'en veut car tout ce qui se passe est arrivé par sa faute.
Le lendemain, Krusty fait croire à sa mort en se crashant avec son avion sur les collines de Springfield. Il vivra comme marin sous le nom de « Rory B. Bellows », mais Bart et Lisa le retrouvent et convainquent Krusty de revenir à la télévision.

## Invité
- Bob Newhart

## Première apparition
- Lucius Sweet